# Thekla Hammar
Thekla Maria Hammar, född 16 januari 1872 i Ronneby, död 9 juni 1953 i Fontenay-aux-Roses, Frankrike, var en svensk lexikograf och översättare.
Thekla Hammar var vid sin studentexamen 1891 den första kvinnliga studenten vid Karlskrona läroverk och blev fil. kand. i Uppsala 1896. Hon var därefter verksam som lärarinna och publicerade Anthologie des poètes lyriques françaises (1908) och Vocabulaire français-suédois (1913). Vid första världskrigets utbrott var hon i Paris och hindrades av kriget från att resa hem. Hon tog då anställning som sjuksköterska i franska armén; för sina insatser där belönades hon med medalj. Efter krigets slut arbetade hon i en parisläkares laboratorium ända till 1939 men var även verksam som lexikograf.
1922 utkom hennes Svensk-franskt parlör-lexikon och 1936 den i svenska läroverk allmänt använda Svensk-fransk ordbok. Hon utgav även den fransk-svenska parlören Petit dictionnaire français-suédois (1950) samt översatte till franska arbeten av Selma Lagerlöf och andra nordiska författare. Delar av Hammars korrespondens (bland annat ett 50-tal brev från Selma Lagerlöf) finns i Uppsala universitetsbibliotek.